# Krumai
Krumai var i nuristaniernas och kalashfolkets folktro en gudinna från berget Tirich Mir i norra Pakistan. Hon kunde ta formen som en bergsget. Enligt en legend kastade Imra henne ner i en flod för att ha varit störig för det andra gudarna, men hon kom upp på en bergskant i sin getform. På bergstoppet så anordnade hon en fest för det andra gudarna medan hon skiftade tillbaka i sin mänskliga form. Hon blev en del av gudarnas parti tack vare hennes gästvänlighet, och enligt traditioner så hyllade man Krumai genom att göra en ceremoniell komisk dans. 